# Douglas Dodds-Parker
Douglas Dodds-Parker (n. 5 iulie 1909 – d. 13 septembrie 2006) este un om politic britanic, membru al Parlamentului European în perioada 1973-1979 din partea Regatului Unit. 
1. ↑   http://www.timesonline.co.uk/article/0,,60-2356586,00.html Lipsește sau este vid: |title= (ajutor)
2. 1 2 3 4 5 6 7 8  Hansard 1803–2005
3. 1 2 3 4  pace.coe.int